# Boso, ale w ostrogach
Boso, ale w ostrogach – książka autobiograficzna autorstwa Stanisława Grzesiuka.
Została wydana po raz pierwszy w lipcu 1959 roku. Tytuł jest jednocześnie mottem życiowym autora.

## Fabuła
Opowiada historię chłopca, wychowującego się w latach 30. XX w. w warszawskiej dzielnicy Czerniaków. Czytelnik poznaje jego sposób patrzenia na świat, a także sytuację życiową młodego mężczyzny, pochodzącego z ubogiej rodziny.

## Musical
Prapremiera musicalu odbyła się 4 października 1969 roku w Teatrze Powszechnym w Łodzi. Jak do tej pory odbyło się dziewięć premier tego utworu, a ostatnia miała miejsce w 1999 roku w Teatrze Syrena w Warszawie.
Zaprezentowano również w Operetce Warszawskiej wersję musicalową. Premiera musicalu odbyła się 16 listopada 1984.

### Twórcy (Teatr Muzyczny „Roma”, 1984)
- Zbigniew Czeski – reżyseria
- Krystyna Wodnicka, Ryszard Pietruski – scenariusz
- Zbigniew Czeski – choreografia
- Jan Tomaszewski – muzyka
- Liliana Jankowska – scenografia

Obsada
- Staszek: Piotr Pręgowski
- Ojciec: Tadeusz Walczak
- Matka Staszka: Alina Kaniewska / Alina Wieczorkówna
- Siostra Staszka: Elżbieta Fuglewicz / Ewa Krawcow
- Dozorczyni: Alina Kaniewska / Alina Wieczorkówna /
- Hania: Joanna Białek / Grażyna Brodzińska
- Basia: Danuta Renz / Ewa Skołucka
- Fela: Aleksandra Hofman / Krystyna Starościk-Labuda
- Tajniak: Janusz Żełobowski
- Bokser: Antoni Kłopocki
- Student: Jerzy Jeszke
- Majster: Jacek Labuda / Jan Sybilski
- Bartek: Lech Czerkas
- Zocha: Ryszard Wojtkowski
- Żona Zochy: Barbara Perkowska
- Zygmunt: Ireneusz Kozioł / Jerzy Woźniak
- Ojciec Zygmunta: Edward Marczak / Jerzy Piasecki
- Przyjaciel: Mirosław Ochocki / Jerzy Piasecki
- Woziwoda: Kazimierz Łabudź
- Majster szambo: Józef Śpiewak
- Nowa: Krystyna Szyszko / Elżbieta Fuglewicz
- Policjant I: Jan Wengrzik
- Policjant II: Jerzy Woźniak / Mirosław Wójciuk
- Dyrygent: Bogusław Kręgielewski / Zbigniew Pawelec / Wojciech Szaliński / Jan Tomaszewski